# クレームラフィネ
クレームラフィネ（仏: Crème Raffinée、ラフィネクリームとも。「洗練されたクリーム」の意）とは、発酵フレッシュクリームのこと。クリームチーズを軽くしたような食味を持つ。
原乳から作ったクリームに乳酸菌を加えて自然発酵させたものであり、サワークリームと似ているが、サワークリームがヨーグルトのような酸味を特徴としているのに比べ、ラフィネクリームはチーズのようなコクを持つ。